# A kiáltás (film, 1957)
Az A kiáltás (Il grido) 1957-ben bemutatott fekete-fehér olasz film, Michelangelo Antonioni rendezésében. Stílusa, ábrázolásmódja alapján a neorealista filmekkel rokonítható, de szemlélet és problémafelvetés tekintetében már a rendező későbbi filmjeihez áll közel.

## Ismertetése
Szürke képekkel indul a film. Ház folyóparton, köd. Aldo egy kisvárosi gyárban motorszerelő. Hét éve együtt élnek Irmával, van egy kislányuk. A hivatalban Irmával tudatják, hogy régóta külföldön dolgozó férje meghalt. Amikor otthon az asszony közli a hírt Aldóval, váratlanul hozzáteszi, hogy már nem akar vele élni, mást szeret. A férfi megdöbben, nem érti: – Hét éve erre vártunk… Az asszony hajthatatlan, kapcsolatuknak vége. Aldo kilép munkahelyéről és tanácstalanul elindul. Cél nélkül járja a Pó folyó környékét, egyszerű emberek között fordul meg, de sehol nem tud megkapaszkodni. Végül visszakerül a kisvárosba, felmegy a toronyba, ahol dolgozott, ott megtántorodik és – lezuhan. Zuhanását Irma kiáltása kíséri.
A látszat ellenére a film nem egy melodramatikus szerelmi történet. A kiáltás lazán összefüggő epizódok sorából áll, melyekben nem egy drámai helyzet, hanem egy állapot rajza bontakozik ki, és nem is pusztán a főhősé. Az epizódokban magukra maradt, kapcsolatukat vesztett embereket látunk. Mindegyik sors – Aldóéval együtt – mintha lenyomata, tünete lenne egy átalakuló, emberi arcát elvesztő világnak.
Aldo első alkalmi szálláshelyén a háttérben ökölvívó meccs folyik, az egyik versenyző kiütéssel győz. Egy másik helyszínen motorcsónakok versenye zajlik, a nézők szavait elnyomja a motorok bőgése. A folyó mentén ledózerolják a régi házakat, másra kell a hely.
A benzinkutat bérlő, energikus Virginia örül, hogy megszabadulhatott a paraszti sorból, nem is bánja, hogy ledöntik a szülői házat. Idős apjától is megszabadulna, aki iszik: szeme láttára tűnik el a faluja. Virginia szinte belekapaszkodik Aldóba, hogy maradjon nála. Szerelőre egy benzinkútnál is szükség van, Aldóból akár üzlettárs is válhatna.
Egy kotróhajó tulajdonosa is állást kínál, aki korábban külföldön dolgozott. – És hogy szerezted a pénzt? – kérdi Aldo. – Hajlongással, barátom, hajlongással. Hét évet hajlongtam ezért a kotrógépért… (Hét év! Aldo ennyit élt együtt Irmával) …Külföldön sokkal több pénzt lehet keresni – meséli a munkásoknak a tulaj – és szerelőre ott is szükség van. A szerelő spanyolul "mecanico di motore"… Másnap Aldo a ködös folyóparton a külföldi jelentkezési lapot nézegeti, majd lassan széttépi: – "Mecanico di motore" – mormolja kifejezéstelenül. Szállnak a papírdarabkák a szélben, röptüket a talajvesztett Aldo zenei motívuma kíséri.
Andreina, az ócska kunyhóban egyedül élő utcalány vágyakozva gondol vissza arra az időre, amikor még a cséplésnél dolgozhatott. Ő is társat vél felfedezni a magányos Aldóban, aki azonban saját gondolataival van elfoglalva. – Tudom, megvan a magad boldogtalansága – kiáltja a férfinak –, de ha én is elkezdeném sorolni….
A város közelében, ahová Aldo végül visszatér, légitámaszpont épül, a kitelepítések miatt a munkások tüntetni indulnak. Aldo szinte észre sem veszi, a rendőrkordonon is mint egy alvajáró megy át. Nincs köze hozzá. Semmi nincs, amiben részt vennie érdemes.

## Filmtörténet
Ez a film átmenet Antonioni filmrendezői életművében. Az egyszerű emberek világa, a hétköznapi, reális környezet, a fényképezés és a színészi játék még a neorealizmus stílusjegyeit viseli magán, de a problémafelvetés már a későbbi Antonioni-filmek felé mutat. Bár főhőse munkás, a filmnek nem tárgya a szociális konfliktus, itt az emberek nem jók vagy rosszak, nem barátok vagy ellenségek. Mindenki magában van. A film egyik híres jelenete is ezt fejezi ki: Aldo és Andreina (a prostituált) egy kopár réten megállnak, kissé elfordulnak egymástól és csak állnak szótlanul, idegenül.
Lehet persze, hogy csak Aldo kiüresedő lelkének visszfényét mutatják a képek. De talán maga a világ ilyen? Antonioni minden filmjével kérdezett. Későbbi műveiben az újrafogalmazott kérdésekhez egy új filmstílust is teremtett.

## Szereposztás
| Szerep              | Színész            | Magyar hangja (1. szinkron, 1975)                                                                  |
| ------------------- | ------------------ | -------------------------------------------------------------------------------------------------- |
| Aldo                | Steve Cochran      | Sztankay István                                                                                    |
| Irma                | Alida Valli        | Nem azonosított szinkronhangok: Földi Teri Győry Franciska Pethes Ferenc Sáfár Anikó Szerencsi Éva |
| Elvia               | Betsy Blair        | Nem azonosított szinkronhangok: Földi Teri Győry Franciska Pethes Ferenc Sáfár Anikó Szerencsi Éva |
| Virginia            | Dorian Gray        | Nem azonosított szinkronhangok: Földi Teri Győry Franciska Pethes Ferenc Sáfár Anikó Szerencsi Éva |
| Andreina            | Lynn Shaw          | Nem azonosított szinkronhangok: Földi Teri Győry Franciska Pethes Ferenc Sáfár Anikó Szerencsi Éva |
| Edera, Elvia nővére | Gabriella Pallotta | Nem azonosított szinkronhangok: Földi Teri Győry Franciska Pethes Ferenc Sáfár Anikó Szerencsi Éva |
| Edera pasija        | Gaetano Matteucci  | Nem azonosított szinkronhangok: Földi Teri Győry Franciska Pethes Ferenc Sáfár Anikó Szerencsi Éva |
| Rosina              | Mirna Girardi      | Nem azonosított szinkronhangok: Földi Teri Győry Franciska Pethes Ferenc Sáfár Anikó Szerencsi Éva |
| Virginia apja       | Guerrino Campanili | Nem azonosított szinkronhangok: Földi Teri Győry Franciska Pethes Ferenc Sáfár Anikó Szerencsi Éva |

## Díjak, jelölések

### Locarnói Nemzetközi Filmfesztivál(1957)
- díj: Arany Leopárd (Michelangelo Antonioni)

### Ezüst Szalag díj(1958)
- díj: legjobb fényképezés (Gianni Di Venanzo)